# 시티 양곤 FC
시티 양곤 FC(City Yangon Football Club)는 2012년 Omer Celik이 창단한 미얀마의 축구 클럽이다. 호라이즌 국제 학교에서 시작된 팀은 전체 프로 클럽 팀으로 전환하고 MNL-2에 참여했다. 2016년 미얀마 내셔널 리그 말에는 MNL-2 로 강등됐었다. 2016 MNL 시즌이 끝날 무렵 호라이즌 FC의 이름이현재의 시티 양곤으로 변경되었다.팀은 재정적 어려움으로 인해 2017 MNL-2 시즌 이후 후 왕좌에서 결국 물러나게 되었다.